# Charles Ives
Charles Edward Ives (sinh ngày 20 tháng 10 năm 1874 - mất ngày 19 tháng 5 năm 1954) là nhà soạn nhạc người Mỹ thời kỳ hiện đại. Ông sống trong thời kỳ âm nhạc có nhiều chuyển biến, có nhiều phong cách khác nhau cả ở châu Âu và Mỹ như chủ nghĩa biểu hiện, cấu trúc, tân cổ điển. Ông là một trong những nhà soạn nhạc người Mỹ đầu tiên gây tiếng vang lớn cho thế giới. Trong thể loại giao hưởng, ông bám sát những hình thức sáng tạo mang tính cá nhân cao, thử nghiệm với phép đa âm và nhiều biện pháp sáng tác mới mẻ khác.

## Danh mục tác phẩm
- Variations on America for organ (1892)
- The Circus Band (a march describing the Circus coming to town)
- Psalm settings (14, 42, 54, 67, 90, 135, 150) (1890s)[4]
- String Quartet No. 1, From the Salvation Army (1897–1900)
- Symphony No. 1 in D minor (1898–1901)
- Symphony No. 2 (Ives gave dates of 1899-1902; analysis of handwriting and manuscript paper suggests 1907-1909)[5]
- Symphony No. 3, The Camp Meeting (1908–10)
- Central Park in the Dark for chamber orchestra (1906, 1909)
- The Unanswered Question for chamber group (1906; rev. 1934)
- Piano Sonata No. 1 (1909–16)
- Piano Sonata No. 2, Concord, Mass. (1840–60)
- Piano Trio (c. 1909–10, rev. c. 1914–15)
- Violin Sonata No. 1 (1910–14; rev. c. 1924)
- Violin Sonata No. 4, Children's Day at the Camp Meeting (1911–16)
- A Symphony: New England Holidays (1904–1913)
- "Robert Browning" Overture (1911–14)
- Symphony No. 4 (1912–18; rev. 1924–26)
- String Quartet No. 2 (1913–15)
- Pieces for chamber ensemble grouped as "Sets," some called Cartoons or Take-Offs or Songs Without Voices (1906–18); includes Calci Light Night
- Three Places in New England (Orchestral Set No. 1) (1910–14; rev. 1929)
- Violin Sonata No. 2 (1914–17)
- Violin Sonata No. 3 (1914–17)
- Orchestral Set No. 2 (1915–19)
- Piano Sonata No. 2, Concord, Mass., 1840–60 (1916–19) (revised many times by Ives)
- Universe Symphony (incomplete, 1915–28, worked on symphony until his death in 1954)
- 114 Songs (composed various years 1887–1921, published 1922.)
- Three Quarter Tone Piano Pieces (1923–24)
- Orchestral Set No. 3 (incomplete, 1919–26, notes added after 1934)